# Gaswerk am Kirchstein
Das Gaswerk am Kirchstein war das zweite Gaswerk von München. Es lag im heutigen Stadtteil Steinhausen und war von 1883 bis 1927 in Betrieb.

## Lage
Das Gaswerk am Kirchstein lag an der Einsteinstraße außerhalb des Leuchtenbergrings in dem Winkel zwischen Truderinger Straße und den Bahngleisen, beim heutigen „Vogelweideplatz“. Dieses Teilstück der Einsteinstraße hieß damals „Am Kirchstein“ nach einer Ziegelei, in der die Ziegel für den Bau der neuen Haidhauser Pfarrkirche St. Johann Baptist hergestellt wurden. Heute befinden sich auf dem ehemaligen Gaswerksgelände der Straßenbahnbetriebshof München und ein Wertstoffhof.

## Geschichte
Als die Kapazitäten des ersten Gaswerks Münchens, des Gaswerks an der Thalkirchner Straße, nicht mehr ausreichten, wurde 1881 der Bau eines zweiten Gaswerks nach Plänen von Nikolaus Heinrich Schilling begonnen. 1883 begann dort die Produktion von Leuchtgas.
Das Gaswerk wurde mehrmals erweitert. 1885 bis 1887 erfolge eine erste Erweiterung mit einem zweiten Gaskessel, Ofenhaus und Kohleschuppen, 1890/91 wurden ein dritter Gaskessel, Ofenhaus und Kohleschuppen errichtet, 1900 bis 1906 folgte ein viertes Ofenhaus mit Kohleschuppen, aber kein weiterer Gaskessel.
1894 wurde das Gelände des Gaswerks im Westteil von Steinhausen, das damals zu der Gemeinde Berg am Laim gehörte, nach München eingemeindet.
Nach dem Aufkommen der elektrischen Beleuchtung wurde immer weniger Leuchtgas benötigt, und 1927 stellte das Gaswerk am Kirchstein seinen Betrieb ein. Die Nebengebäude des Kraftwerks wurden 1932 abgerissen, die Gasbehälter wurden als Lagerräume weitergenutzt. Bei einem Bombenangriff 1942 wurden sie so stark beschädigt, dass sie 1943 abgerissen wurden.